# پوند سودان
پوند سودان (به انگلیسی: Sudanese pound) (به عربی: جنیه سوداني) با کد ایزو ۴۲۱۷ SDG، یکای پول رایج در کشور سودان است. مسئولیت کنترل این یکای پول بر عهدهٔ بانک مرکزی سودان قرار دارد.

## تاریخچه

### پوند مصر
پوند مصر نخستین پوندی بود که در سودان جریان یافت. محمد احمد المهدی و عبدالله بن احمد، فرمانروایان سودان در اواخر سده ۱۹ میلادی در کنار پوند مصر سکه‌های خود را ضرب می‌کردند. 

### پوند نخست سودان

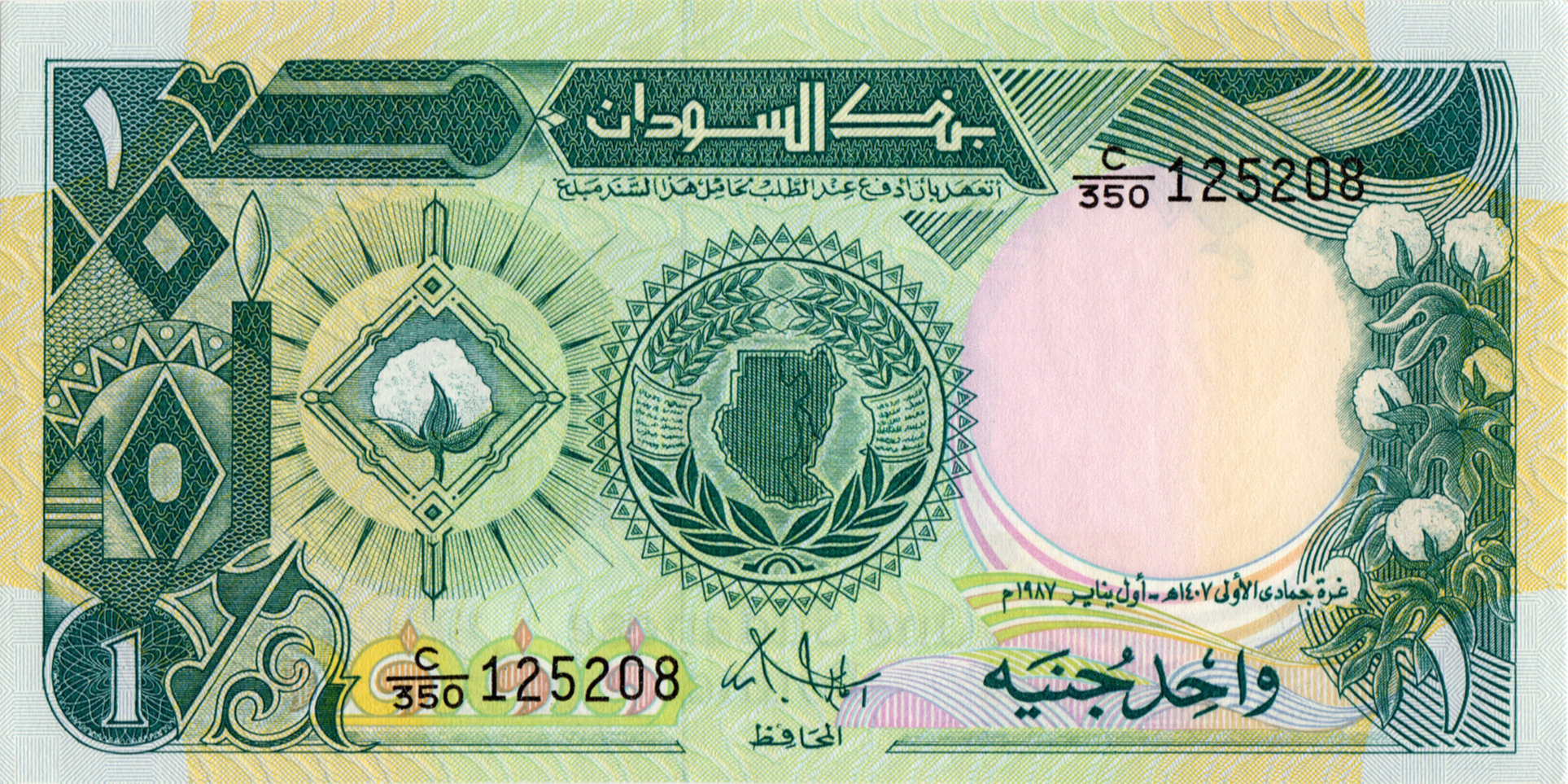
روی اسکناس ۱ پوندی

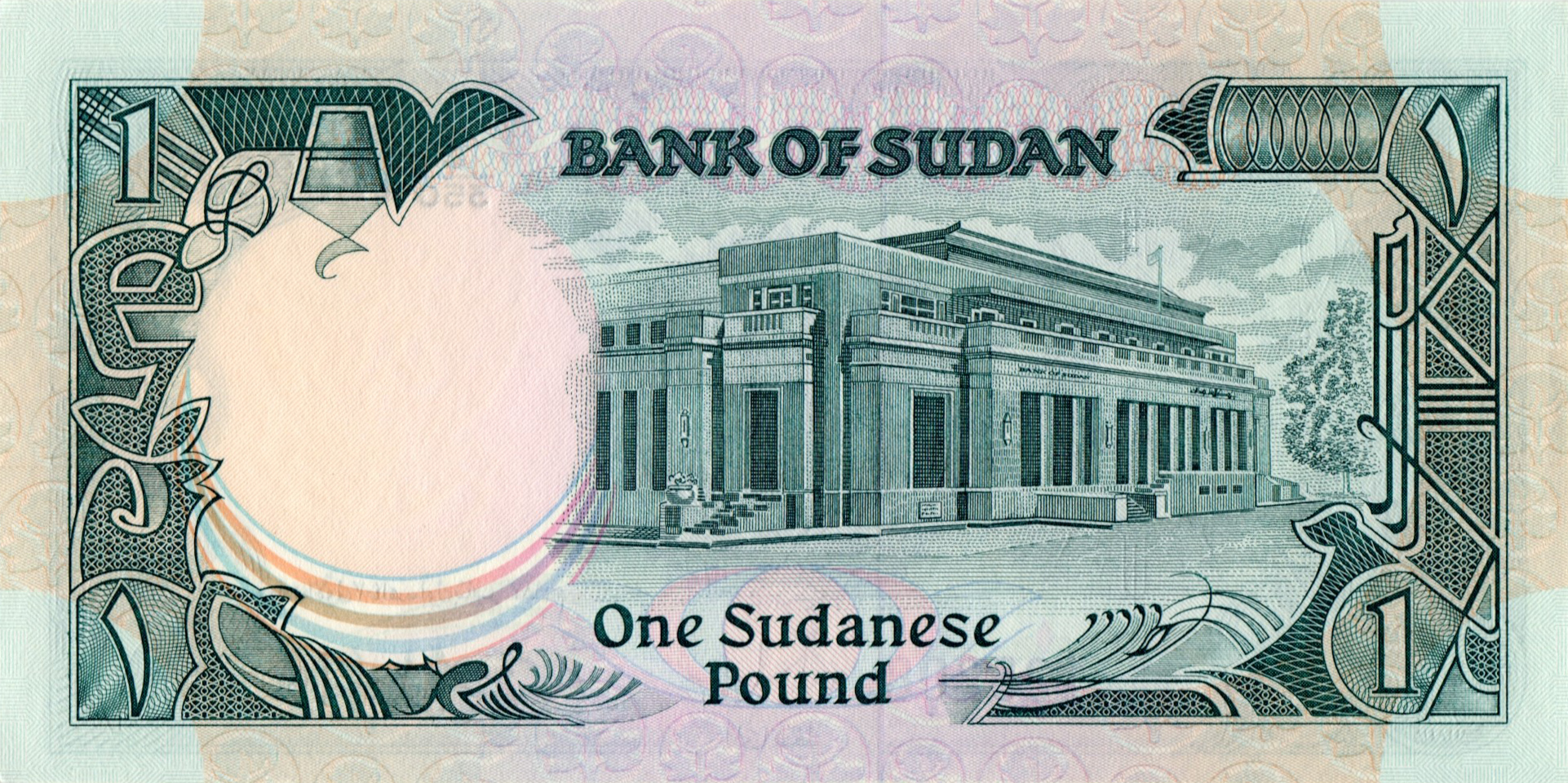
پشت اسکناس ۱ پوندی

با استقلال سودان در یکم ژانویه ۱۹۵۶، پوند مصر با یکای پولی ملی به نام پوند جایگزین شد. این پوند با نرخی حدود ۳ دلار در برابر ۱ پوند با دلار آمریکا تثبیت می‌شد.

### دینار سودان
در سال ۱۹۹۲ دینار سودان پوند را با نرخ ۱ دینار در برابر ۱۰ پوند جایگزین کرد. به رغم این جایگزینی، پوند نخست سودان همچنان در جنوب سودان جریان داشت. این وضعیت با معرفی پوند سودان جنوبی در ۱۸ ژوئیه ۲۰۱۱ پایان یافت. در برخی نقاط جنوب سودان شیلینگ کنیا نیز به کار می‌رفت.

### پوند دوم سودان
از پوند دوم سودان در ژانویه ۲۰۰۷ رونمایی و در یکم ژوئیه همان سال به عنوان تنها پول قانونی شناخته شد.

### پوند سوم سودان
در پی جدایی سودان جنوبی از سودان، در ۲۴ ژوئیه ۲۰۱۱ از پوند سوم سودان رونمایی شد. در این سری، نمادهای مربوط به جنوب سودان از اسکناس‌ها حذف شد و نقشه جدید سودان پس از جدایی سودان جنوبی بر آن نقش بست.

## اسکناس‌ها
| اسکناس‌های کنونی پوند سوم (چاپ ۲۰۱۱) | اسکناس‌های کنونی پوند سوم (چاپ ۲۰۱۱) | اسکناس‌های کنونی پوند سوم (چاپ ۲۰۱۱) | اسکناس‌های کنونی پوند سوم (چاپ ۲۰۱۱)      | اسکناس‌های کنونی پوند سوم (چاپ ۲۰۱۱)                      | اسکناس‌های کنونی پوند سوم (چاپ ۲۰۱۱) |
| نگاره                               | نگاره                               | بها                                 | شرح                                      | شرح                                                      | تاریخ انتشار                        |
| رو                                  | پشت                                 | بها                                 | رو                                       | پشت                                                      | تاریخ انتشار                        |
| ----------------------------------- | ----------------------------------- | ----------------------------------- | ---------------------------------------- | -------------------------------------------------------- | ----------------------------------- |
|                                     |                                     | LS ۲                                | سفالگری                                  | ساز                                                      | ژوئن ۲۰۱۱                           |
|                                     |                                     | LS ۵                                | ماهواره                                  | سد                                                       | ژوئن ۲۰۱۱                           |
|                                     |                                     | LS ۱۰                               | درخت، دستان گره‌خورده، کوه، شتر           | کاخ مردم، خارطوم                                         | ژوئن ۲۰۱۱                           |
|                                     |                                     | LS ۲۰                               | دستگاه صنعتی، چاه نفت                    | کارخانه، آنتن رادیو، موز، پاپایا، گل، آناناس، انگور، ذرت | ژوئن ۲۰۱۱                           |
|                                     |                                     | LS ۵۰                               | کرگدن، فیل، بوزینه، گاومیش، گورخر، زرافه | گوسفند، گاو، بز، شتر                                     | ژوئن ۲۰۱۱                           |
|                                     |                                     | LS ۵۰                               | بانک مرکزی سودان، شمش، نقشه سودان        | قایق ماهیگیری، شتر                                       | آوریل ۲۰۱۸                          |
|                                     |                                     | LS ۱۰۰                              | هرم‌های مرواه                             | سد آبی مرواه                                             | ژانویه ۲۰۱۹                         |
|                                     |                                     | LS ۲۰۰                              | حیات وحش                                 | زیاگان دریای سرخ                                         | فوریه ۲۰۱۹                          |
|                                     |                                     | LS ۲۰۰                              | ساختمان نوین، کلبه                       | مردم و تخته‌سیاه                                          | اوت ۲۰۱۹                            |
|                                     |                                     | LS ۵۰۰                              | دیش ماهواره، ساختمان مخابرات ملی، خارطوم | پالایشگاه                                                | مارس ۲۰۱۹                           |
|                                     |                                     | LS ۱,۰۰۰                            | ذرت خوشه‌ای، سیلوی غلات                   | ذرت خوشه‌ای، آبشار، دو کشاورز با گاو زمین را شخم می‌زنند   | ژوئن ۲۰۱۹                           |